# Gitschtal
Gitschtal (slow. Višprijska dolina) ist eine Gemeinde mit 1235 Einwohnern (Stand 1. Jänner 2024) im Bezirk Hermagor und ein gleichnamiges Gebirgstal im Südwesten von Kärnten (Österreich).

## Geographie
Die Gemeinde liegt im gleichnamigen, rund 15 Kilometer langen Seitental des Gailtales. Das Tal erstreckt sich von der Stadt Hermagor bergwärts in nordwestliche Richtung. Sein Hauptfluss ist die Gössering, die südlich von Hermagor in die Gail mündet.
Der Talboden ist durchschnittlich einen Kilometer breit, seine Höhenlage senkt sich allmählich von 880 auf 600 m ü. A. Die Gemeindegrenzen auf den Bergkämmen verlaufen im Norden mit dem Mittagsnock auf 1508 m sowie im Süden (Richtung Obergailtal) mit der Hochwarter Höhe bis auf 1688 m. Das Landschaftsbild wird jedoch von dem im Westen liegenden Gebirgsstock des Reißkofels (2371 m) geprägt, wobei die Grenze der Gemeinde Gitschtal bis auf einen Vorgipfel, nämlich den Sattelnock, 2033 m, reicht. Im Osten des Gemeindegebietes verläuft die Gemeindegrenze auf den nach Norden steil zum Weißensee abfallenden kahlen Gipfel des Golz, 2004 m.

### Gemeindegliederung
Gitschtal mit den Katastralgemeinden St. Lorenzen im Gitschtal und Weißbriach umfasst folgende zehn Ortschaften (in Klammern Einwohnerzahl Stand 1. Jänner 2024):
- Brunn (2)
- Golz (5)
- Jadersdorf (168)
- Langwiesen (6)
- Lassendorf (71)
- Leditz (9)
- Regitt (21)
- St. Lorenzen im Gitschtal (250)
- Weißbriach (700)
- Wulzentratten (3)

Weitere Ortslagen sind die Siedlung Worschsiedlung und der Weiler Stoffelbauer.

### Nachbargemeinden
|           | Weißensee                                   |                         |
|           | Kompassrose, die auf Nachbargemeinden zeigt |                         |
| Kirchbach |                                             | Hermagor-Pressegger See |

## Geschichte
Die erste urkundliche Erwähnung einer Gitschtaler Ortschaft ist die von Weißbriach aus dem Jahr 1331.
Ab dem 16. Jahrhundert wurden im Gitschtal Edelmetalle und später Eisenerz abgebaut. Im Gösseringgraben befanden sich Hammerwerke, die Mitte des 17. Jahrhunderts von Baron Kranz aufgekauft wurden und bis zu ihrer Stilllegung im 19. Jahrhundert für einen steilen wirtschaftlichen Aufstieg sorgten.
Der Fremdenverkehr im Gitschtal begann in der zweiten Hälfte des 19. Jahrhunderts, nach dem Ersten Weltkrieg wurde das Kneipp-Kurhaus gebaut.
Die heutige Ortsgemeinde Gitschtal konstituierte sich im Jahr 1850 zunächst als Gemeinde Weißbriach. Im Zuge der Gemeindestrukturreform wurden die beiden bis dahin selbständigen Gemeinden Weißbriach und St. Lorenzen im Gitschtal 1973 zur Gemeinde Gitschtal zusammengefasst.

### Bevölkerung
Zum Zeitpunkt der Volkszählung 2001 hatte Gitschtal 1.321 Einwohner, davon besaßen  94,8 % die österreichische, 2,3 % die deutsche und 1,3 % die bosnische Staatsbürgerschaft. 58,1 % der Bevölkerung bekannten sich zur evangelischen, 38,8 % zur römisch-katholischen Kirche und 0,9 % zum Islam. 1,5 % der Einwohner waren ohne religiöses Bekenntnis.

### Bevölkerungsentwicklung

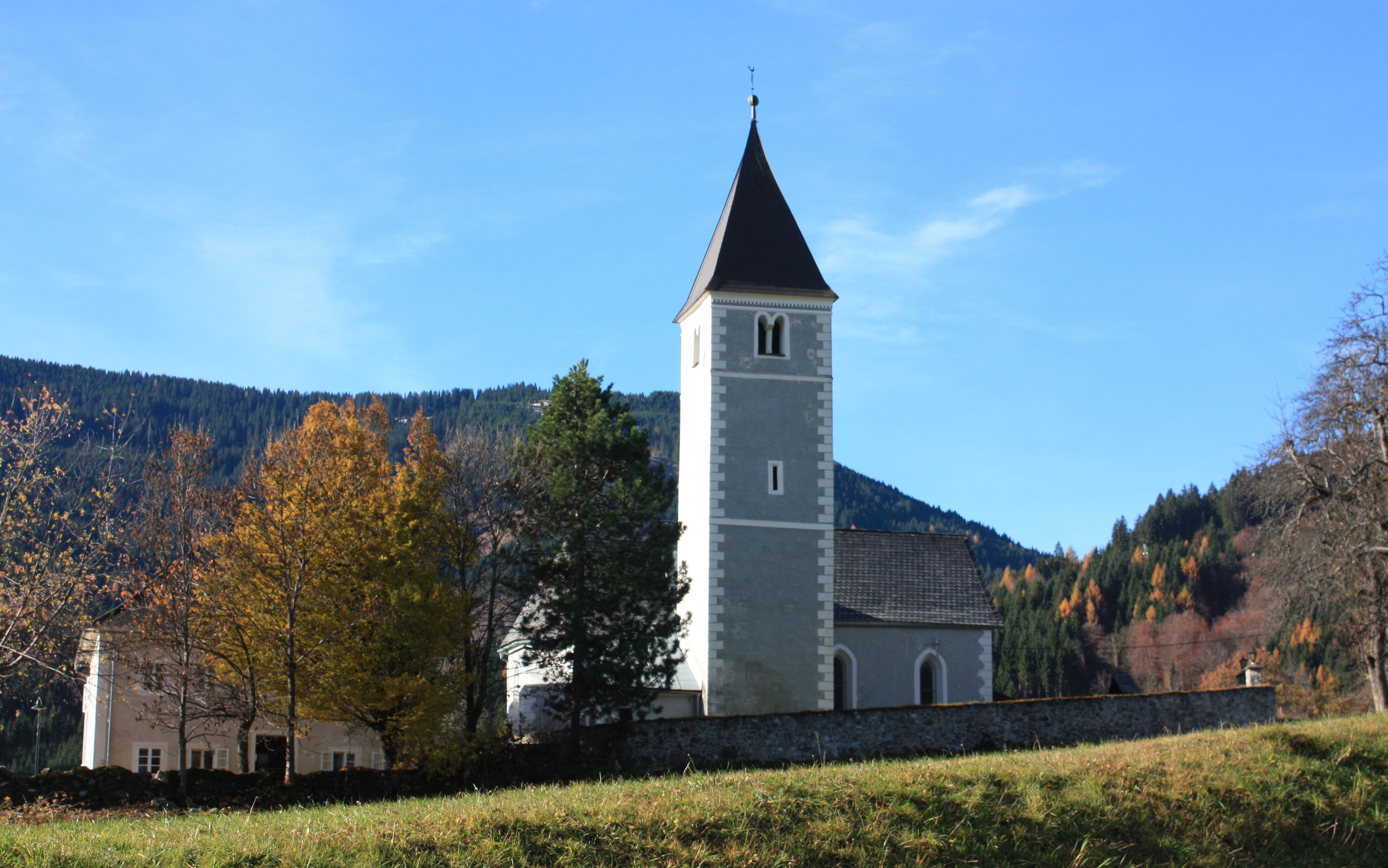
Katholische Kirche in Weißbriach

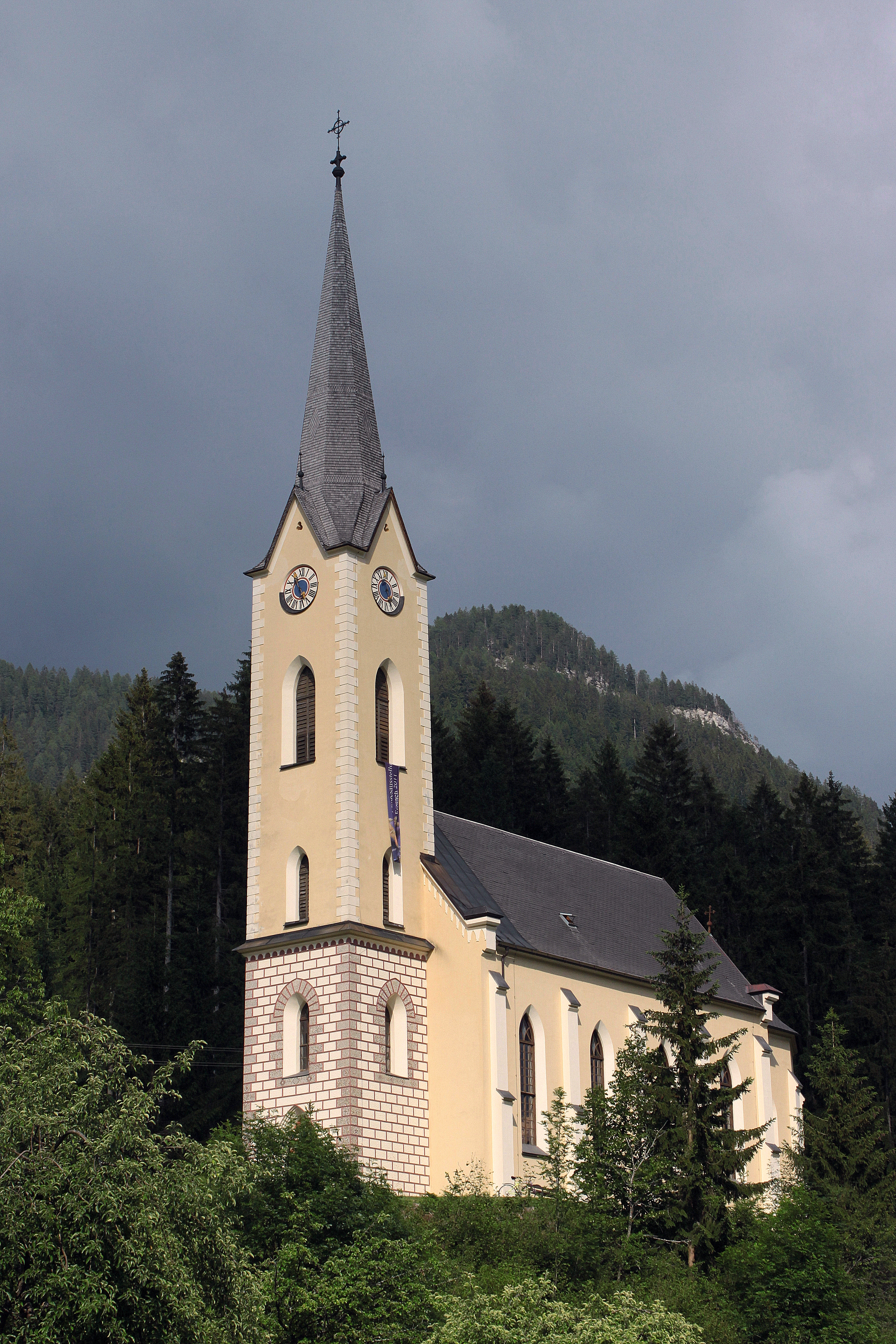
Evangelische Kirche in Weißbriach

| Gitschtal: Einwohnerzahlen von 1869 bis 2024        | Gitschtal: Einwohnerzahlen von 1869 bis 2024 | Gitschtal: Einwohnerzahlen von 1869 bis 2024 | Gitschtal: Einwohnerzahlen von 1869 bis 2024 | Gitschtal: Einwohnerzahlen von 1869 bis 2024 |
| --------------------------------------------------- | -------------------------------------------- | -------------------------------------------- | -------------------------------------------- | -------------------------------------------- |
| Jahr                                                |                                              |                                              |                                              | Einwohner                                    |
| 1869                                                | 1869                                         |                                              | 1.416                                        | 1.416                                        |
| 1880                                                | 1880                                         |                                              | 1.463                                        | 1.463                                        |
| 1890                                                | 1890                                         |                                              | 1.490                                        | 1.490                                        |
| 1900                                                | 1900                                         |                                              | 1.487                                        | 1.487                                        |
| 1910                                                | 1910                                         |                                              | 1.453                                        | 1.453                                        |
| 1923                                                | 1923                                         |                                              | 1.420                                        | 1.420                                        |
| 1934                                                | 1934                                         |                                              | 1.548                                        | 1.548                                        |
| 1939                                                | 1939                                         |                                              | 1.468                                        | 1.468                                        |
| 1951                                                | 1951                                         |                                              | 1.562                                        | 1.562                                        |
| 1961                                                | 1961                                         |                                              | 1.464                                        | 1.464                                        |
| 1971                                                | 1971                                         |                                              | 1.456                                        | 1.456                                        |
| 1981                                                | 1981                                         |                                              | 1.361                                        | 1.361                                        |
| 1991                                                | 1991                                         |                                              | 1.372                                        | 1.372                                        |
| 2001                                                | 2001                                         |                                              | 1.321                                        | 1.321                                        |
| 2011                                                | 2011                                         |                                              | 1.289                                        | 1.289                                        |
| 2021                                                | 2021                                         |                                              | 1.229                                        | 1.229                                        |
| 2024                                                | 2024                                         |                                              | 1.235                                        | 1.235                                        |
| Quelle(n): Statistik Austria, Gebietsstand 1.1.2021 |                                              |                                              |                                              |                                              |

## Kultur und Sehenswürdigkeiten
- Katholische Pfarrkirche Weißbriach
- Evangelische Pfarrkirche Weißbriach
- Pfarrkirche St. Lorenzen im Gitschtal

## Wirtschaft und Infrastruktur
In der Region wurde vom 13. bis zum 16. Jahrhundert intensiv Bergbau betrieben. Gold, Silber und Eisenerz waren dabei die hauptsächlich abgebauten Rohstoffe.
Heutzutage hat Holz den Rang des wichtigsten Produktes übernommen. Die Bevölkerung lebt zum Großteil vom Fremdenverkehr und von der Landwirtschaft. Das Tourismuskonzept setzt vor allem auf erholungssuchende Wanderer und Ski- bzw. Langläufer.

### Wirtschaftssektoren
Von den 128 landwirtschaftlichen Betrieben des Jahres 2010 wurden 20 im Haupt-, 98 im Nebenerwerb, 6 von Personengemeinschaften und 4 von juristischen Personen geführt. Im Produktionssektor arbeiteten 47 Erwerbstätige in der Bauwirtschaft und 46 im Bereich Herstellung von Waren. Die wichtigsten Arbeitgeber des Dienstleistungssektors waren die Bereiche Beherbergung und Gastronomie (76), Handel (37), soziale und öffentliche Dienste (33) und freiberufliche Dienstleistungen (27 Mitarbeiter).
| Wirtschaftssektor            | Anzahl Betriebe | Anzahl Betriebe | Anzahl Betriebe | Erwerbstätige | Erwerbstätige | Erwerbstätige |
| Wirtschaftssektor            | 2021            | 2011            | 2001            | 2021          | 2011          | 2001          |
| ---------------------------- | --------------- | --------------- | --------------- | ------------- | ------------- | ------------- |
| Land- und Forstwirtschaft 1) | 51              | 128             | 140             | 63            | 48            | 39            |
| Produktion                   | 21              | 16              | 17              | 121           | 93            | 86            |
| Dienstleistung               | 66              | 63              | 54              | 193           | 190           | 123           |

1) Betriebe mit Fläche in den Jahren 2010 und 1999

### Fremdenverkehr
Die Anzahl der Übernachtungen stieg von 115.000 im Jahr 2011 auf 144.000 im Jahr 2019 und ging im Jahr 2020 auf 107.000 zurück. Der Tourismus hat zwei Saisonen mit Spitzen im Februar und im August.

## Politik

### Gemeinderat
Der Gemeinderat von Gitschtal hat 15 Mitglieder und setzt sich seit der Gemeinderatswahl 2021 wie folgt zusammen:
- 8 FPÖ
- 4 SPÖ
- 3 ÖVP

Direkt gewählter Bürgermeister ist Christian Müller (FPÖ).

### Wappen
Im Gemeindewappen erinnert die vordere Schildhälfte mit dem in Gold gekreuzten Bergwerkszeichen (Bergeisen und Schlägel) an den lokalen Bergbau, hinten ist in Blau ein schwebendes silbernes (weißes) Kreuz abgebildet, was ein Sinnbild auf die heilende Wirkung des Wassers darstellt. Wappen und Fahne (blau-gelb mit eingearbeitetem Wappen) wurden der Gemeinde per Urkunde vom 10. Februar 1964 verliehen und anlässlich der Vereinigung der Gemeinden Weißbriach und St. Lorenzen per Bescheid am 19. November 1973 bestätigt.

## Persönlichkeiten
- Johann Koplenig (1891–1968), Mitunterzeichner der Unabhängigkeitserklärung und führendes Mitglied der Provisorischen Staatsregierung von April bis Dezember 1945, 20 Jahre Parteivorsitzender der KPÖ, in Jadersdorf geboren
- Bernhard Flaschberger (* 1960), Skirennläufer, in Weißbriach geboren
- Werner Franz (* 1972), Skirennläufer, in Weißbriach geboren
- Max Franz (* 1989), Skirennläufer, für den SV Weißbriach startend